# Abolizionismo (diritti degli animali)

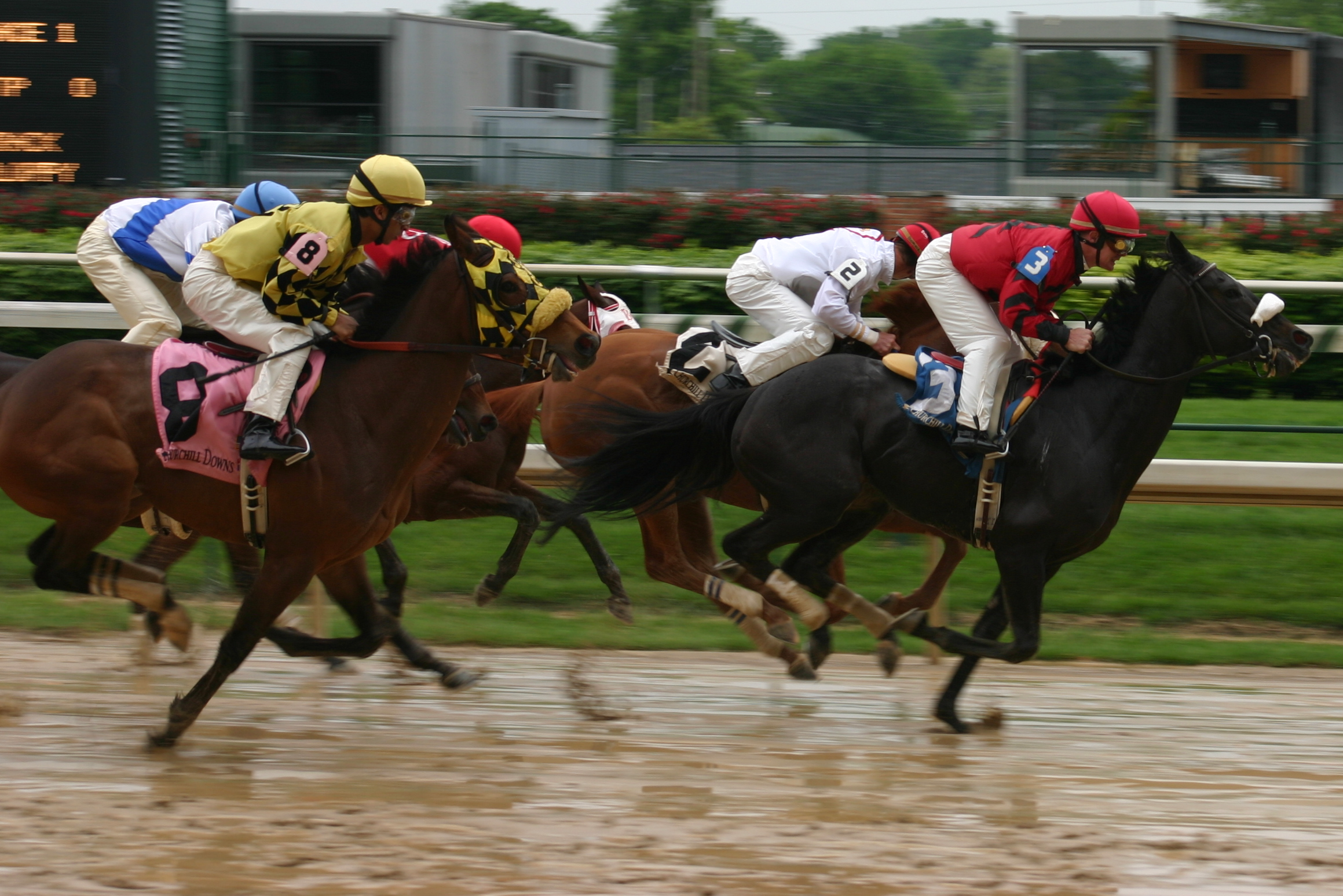
Corsa di cavalli: una delle pratiche che gli abolizionisti intendono vietare in quanto ritenuta sfruttamento degli animali

L'abolizionismo, nell'ambito della teoria dei diritti animali, è una corrente di pensiero secondo cui l'uso degli animali per fini umani è illegittimo e ogni forma di sfruttamento degli animali deve essere necessariamente abolita.
Così come il movimento antischiavista abolizionista del XVIII-XIX secolo era teso a porre fine alla schiavitù degli esseri umani, l'obiettivo del movimento abolizionista per i diritti animali è quello di raggiungere un cambiamento di paradigma morale e legale in cui gli animali non siano più considerati proprietà umana e il loro uso per gli interessi umani venga condannato come immorale e illegale. Un principio centrale della posizione abolizionista è il riconoscimento del veganismo quale norma pratica di vita per porre fine allo sfruttamento degli animali.
La posizione abolizionista risulta antitetica alla posizione protezionista, che cerca di regolamentare lo sfruttamento degli animali rendendolo più "umano": secondo la posizione abolizionista, l'essere umano non può giustificare il proprio uso degli animali non umani, indipendentemente dall'”umanità” del trattamento; secondo la posizione protezionista, invece, l'uso degli animali non umani è ammissibile e giustificabile e ciò che è rilevante è solo la questione del trattamento.
Gli abolizionisti non sono d'accordo sulla strategia da utilizzare per ottenere l'abolizione. Mentre alcuni abolizionisti, come il professore di diritto Gary Francione, sostengono che gli abolizionisti dovrebbero aumentare la consapevolezza dei benefici del veganismo (evidenziando anche i benefici per la salute e l'ambiente) ed educare le persone sul fatto che il veganismo è un imperativo morale, altri credono che gli abolizionisti dovrebbero esprimere nella società la richiesta che lo sfruttamento degli animali dovrebbe essere vietato e creare un dibattito sociale su questo tema, e nel farlo, non dovrebbero usare argomenti ambientali o sanitari.
Uno dei principali autori abolizionisti è Gary L. Francione, professore di legge e filosofia alla Rutgers School of Law-Newark. Francione sostiene che una teoria dell'abolizione non dovrebbe richiedere che gli animali abbiano altre caratteristiche cognitive oltre a quella di essere senzienti per poter essere considerati a pieno titolo membri della comunità morale, in base al diritto fondamentale e pre-legale di non essere considerati proprietà degli esseri umani. Francione definisce come "nuovi protezionisti" coloro che dichiarano di appoggiare i diritti animali ma che sostengono regolamenti di tipo protezionista come strategia principale per raggiungere, in un percorso incrementale, il riconoscimento del valore intrinseco degli animali non umani. Egli sostiene che non vi siano evidenze a supporto della ragionevolezza di questa posizione, poiché non solo le regolamentazioni raramente vanno oltre il trattare gli animali come meri beni economici con un valore puramente estrinseco, ma anche perché la percezione che le norme assicurino un trattamento "umano" agli animali conforta e rassicura il pubblico riguardo al proprio consumo di prodotti animali, verosimilmente favorendo in tal modo il perpetuarsi e l'incremento dello sfruttamento degli animali e il permanere del loro status di proprietà umana.